# Winterzwiebel
Die Winterzwiebel (Allium fistulosum) ist eine Pflanzenart aus der Gattung Lauch (Allium) in der Unterfamilie der Lauchgewächse (Allioideae).

## Trivialnamen

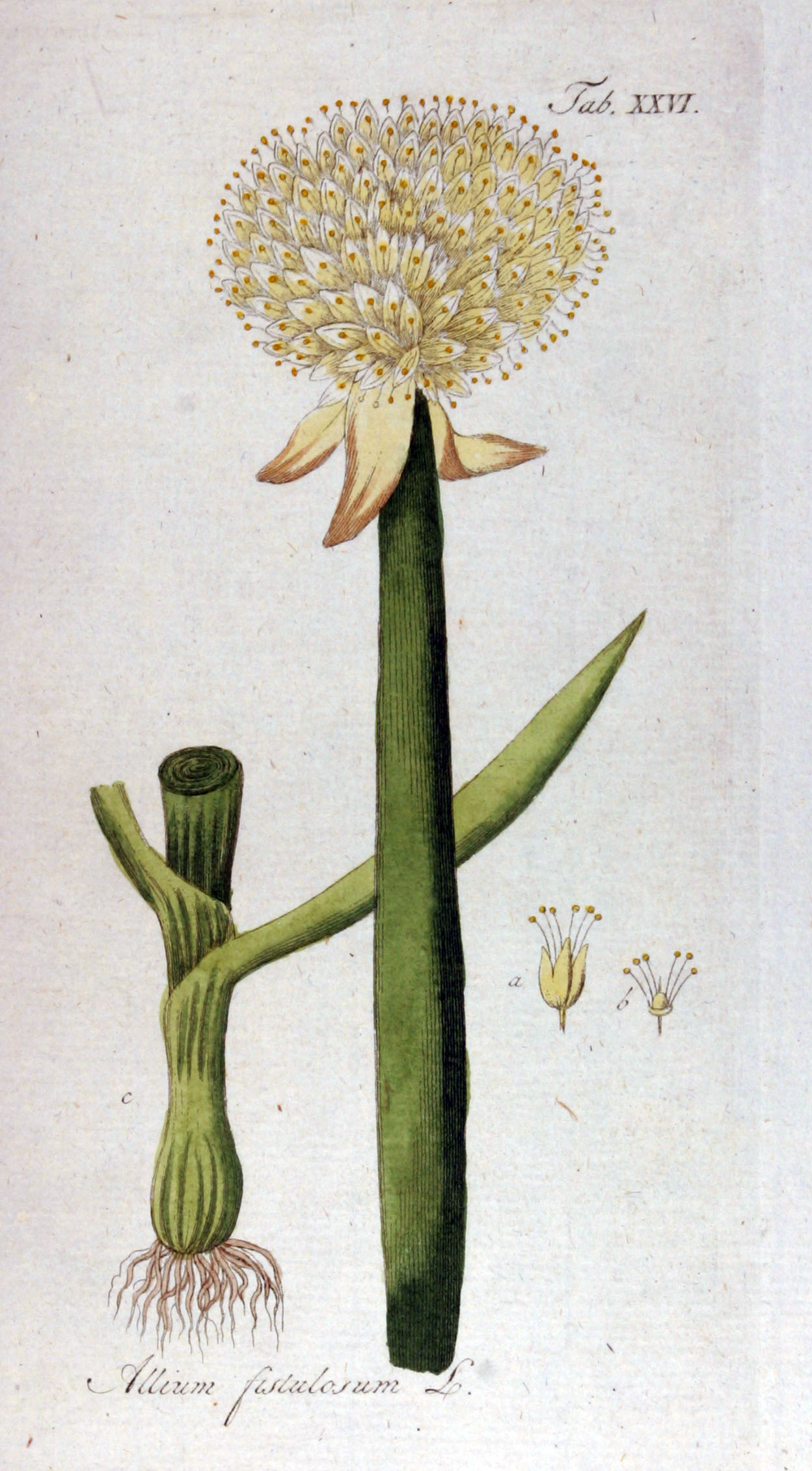
Illustration

Sie wird auch Frühlingszwiebel, Frühzwiebel, Lauchzwiebel, Jungzwiebel, Frühlingslauch, Zwiebelröhrl, Zwiebelröhrchen, Röhrenlauch, Schluppenzwiebel, Schlottenzwiebel, Schnittzwiebel, Bundzwiebel, Ewige Zwiebel, Winterheckenzwiebel, Winterhecke, Winterheckzwiebel, Weiße Florentiner, Grober Schnittlauch, Jakobslauch, Johannislauch, Fleischlauch, Hohllauch oder Schnattra genannt. Die grünen Blätter der Winterzwiebel werden Schlotten genannt, manchmal wird auch die ganze Winterzwiebel so bezeichnet. Mit einigen dieser Trivialnamen werden auch andere Arten bezeichnet (nicht zu verwechseln mit Schalotten).
Weitere zum Teil auch nur regional gebräuchliche Bezeichnungen für die Winterzwiebel sind oder waren: dume Porrum, Fleisslauch, Hackezwiebel (Magdeburg), Jakobszwiebel (Ostfriesland), Johannislauch (Ostfriesland), Narr, Narren und Somzwiebel (Siebenbürgen).
Als Winterzwiebeln werden auch Herbstaussaaten der Speisezwiebel (Allium cepa) bezeichnet, die eine normale Zwiebel bilden, aber weder schalenfest noch gut lagerbar sind.

## Beschreibung

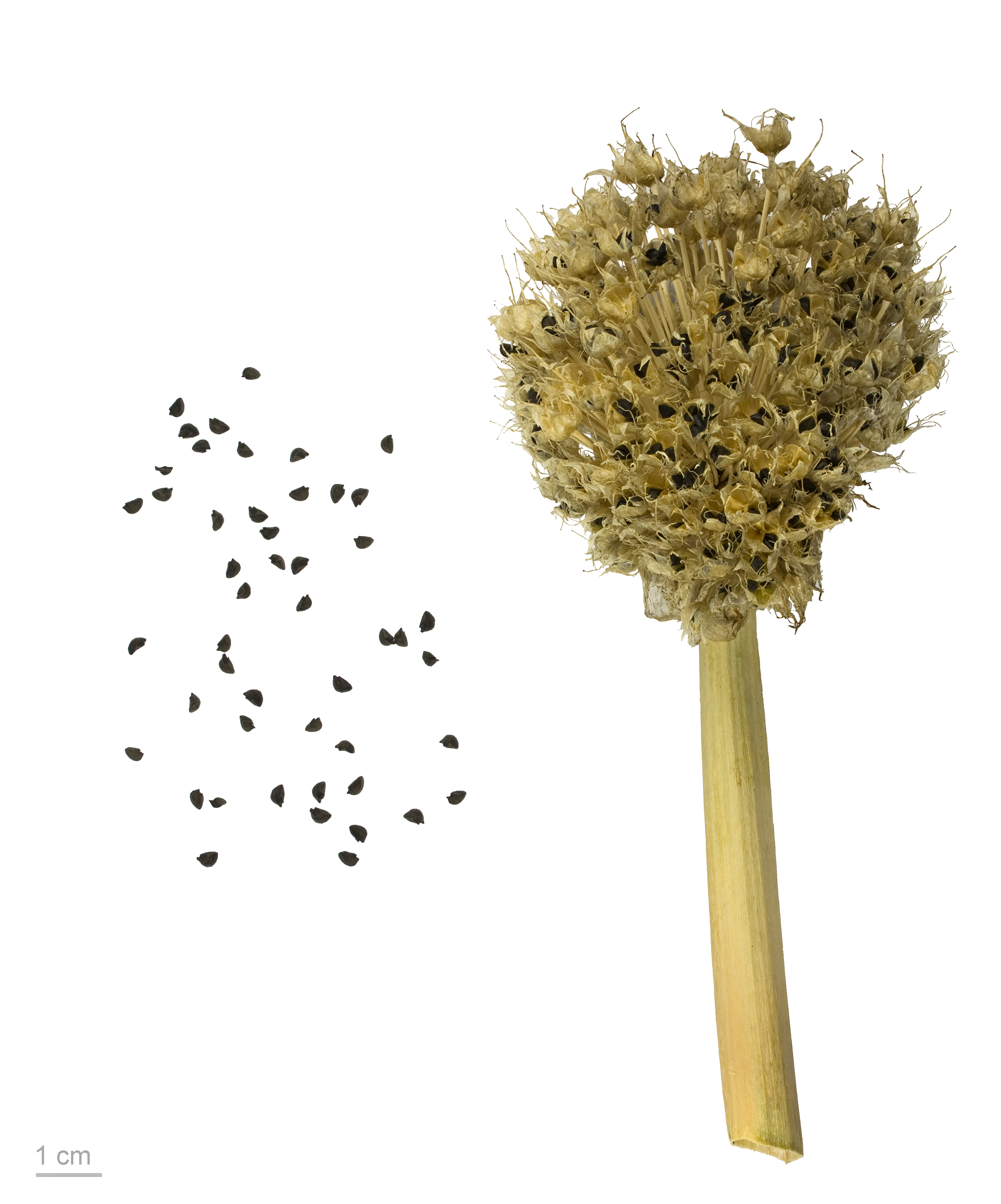
Fruchtstand und Samen

### Vegetative Merkmale
Winterzwiebeln sind ausdauernde krautige Pflanzen und erreichen eine Wuchshöhe von 30 bis 100 Zentimetern. Der Stängel aufgeblasen und im Querschnitt rund. Die Pflanze ist horstbildend und entwickelt Zwiebeln. Die lange zylindrische Zwiebel ist weiß; es sind auch rote und andere Färbungen bekannt. Sie bildet keine Zwiebel im Sinne der Speisezwiebel. Die Form ähnelt der von Porree. Zum Herbst hin bilden sich fast gleichzeitig mit der Hauptzwiebel die Nebenzwiebeln aus, die zur vegetativen Vermehrung dienen. Im Herbst zieht die Pflanze vollständig ein. In Asien sind sehr viele Typen in Kultur, die mehr oder weniger horstbildend sind. Es existieren Typen mit weißer und purpurfarbener Haut. Besonders im asiatischen und afrikanischen Raum sind viele Typen bekannt. So ist in Brazzaville und Kinshasa eine horstbildende Winterzwiebel mit sehr feinen Blättern gebräuchlich, die blüht und Samen bildet. Im Gegensatz dazu bildet die Japanische Winterzwiebel keine Samen aus, wenn sie in den Tropen kultiviert wird. Die Laubblätter sind rund und hohl.

### Generative Merkmale
Die Blütezeit reicht von Juni und August, also im Sommer. Die etwa 1 Zentimeter große Blüte ist weiß. Die Blütenhüllblätter sind kürzer als die Blütenstiele. Die Staubblätter ragen weit über die Blütenhülle hinaus, die Staubfäden sind einfach und ungezähnt.
Die Winterzwiebel bildet leicht Samen. Die Reifezeit des Samens ist Juli bis August, teilweise September. Die Samen sind etwa 1 mm dick, 1 bis 2 mm breit und 2 bis 3 mm lang. Das Tausendkorngewicht beträgt 2,1 bis 2,4 g.

### Chromosomenzahl
Die Chromosomenzahl beträgt 2n = 16.

## Taxonomie
Die Erstveröffentlichung von Allium fistulosum erfolgte 1753 durch Carl von Linné in Species Plantarum, Tomus I, S. 301. Synonyme für Allium fistulosum L. sind: Cepa fistulosa (L.) Gray, Cepa fissilis Garsault, Cepa ventricosa Moench, Kepa fistulosa (L.) Raf., Phyllodolon fistulosum (L.) Salisb. nom. inval., Porrum fistulosum (L.) Schur, Allium bouddhae Debeaux, Allium kashgaricum Prokh., Allium fistulosum var. caespitosum Makino, Allium fistulosum var. giganteum Makino.

## Herkunft und Geschichte
Wild kommt die Winterzwiebel in Deutschland nicht vor.
Ihr Ursprung ist der Orient. Offenbar existierte schon 2000 vor unserer Zeitrechnung ein Anbau in China, wo bis zur Entwicklung der modernen Sorten der letzten Jahrzehnte keine Speisezwiebel angebaut wurde. Wild wachsen Winterzwiebeln in Sibirien am Altai und am Baikalsee, von wo sie im 17. Jahrhundert wohl via Russland nach Europa kam. 1629 wurde sie jedenfalls in England eingeführt. Ende des 18. Jahrhunderts wurden Winterzwiebeln im Raum München in großen Mengen angebaut. Direkt nach dem Zweiten Weltkrieg wurde der Anbau in der Fruchtfolge nach Kartoffeln bevorzugt.

## Nutzung

### Anbau und Ernte
Die Winterzwiebel ist eine verbreitete Kulturpflanze. Sie wird besonders in tropischen Klimagebieten angebaut, weil dort die Speisezwiebel (Allium cepa) nicht oder nicht so gut gedeiht. Sie ist frosthart, kann schon im Vorjahr ausgesät und im Zwei- bis Dreiblattstadium überwintert werden. In Asien wird die Winterzwiebel meist als zweite Kultur nach Reis angebaut. In der Schweiz war der Anbau um 1945 in der Fruchtfolge nach Kartoffeln üblich. Im Hausgarten erfolgt der Anbau nach Bohnen und Erbsen. Durch die Aussaat im Treibhaus oder im Folientunnel kann die Winterzwiebel zum Übergang zwischen der Treibkultur von Schnittlauch dienen, bevor der erste durch Vlies verfrühte Schnittlauch im Freiland austreibt. Winterzwiebeln sind nach dem Winter schneller in der Entwicklung als Schnittlauch. Nicht zu nährstoffreiche, leichte bis mittelschwere Böden an warmer Stelle sind ideal. An einem vollsonnigen Standort angebaut, entwickelt die Pflanze ein stärkeres Aroma, als wenn sie im Schatten von Bäumen oder im Treibhaus kultiviert wird. In Mitteleuropa wird von Februar bis April ausgesät. Für die Produktion von Bundzwiebeln wird in mehreren Sätzen (Aussaaten) gesät, um immer die optimale Größe ernten zu können. Die optimale Keimtemperatur liegt bei 15 bis 25 °C, und das Optimum für das Wachstum bei 15 bis 20 °C. Der Pflanzenabstand sollte 20 × 20 bis 25 mm betragen. Die Samen werden nur leicht mit Erde bedeckt. Das entspricht etwa 0,5 cm. Der Samen keimt bereits nach 3 bis 4 Tagen, unter ungünstigen Bedingungen und bei geringerer Keimfähigkeit auch erst nach 14 Tagen. Für ein Ar werden 150 g Saatgut oder 0,25 g pro Laufmeter benötigt. Für die Setzlingsanzucht im Juli wird breitwürfig gesät, wobei für 1 m² 10 g nötig sind. Die Pflanzung der Setzlinge erfolgt dann Anfang September. Gepflanzt werden 3 bis 4 Pflanzen zusammen. Dabei können die Wurzeln und die Blätter etwas eingekürzt werden. Winterzwiebeln sind nicht sehr nährstoffbedürftig. Ist der Kulturbeginn im Herbst, sollte nur mit Phosphor und Kali gedüngt werden. Dann wird im Frühjahr mit Stickstoff gedüngt, auf mehrere Gaben aufgeteilt, um Auswaschung zu verhindern. Die Ernte kann etwa drei Monate nach der Saat beginnen. Im Hausgarten kann die Winterzwiebel auch als Dauerkultur angelegt werden. Sie sollte jedoch alle zwei bis drei Jahre umgepflanzt werden, weil sonst die Horste zu dicht werden und damit die Austriebskraft und Blattdicke verringert wird. Winterzwiebeln werden auch zur Produktion von Bundzwiebeln verwendet. Dann gilt sie als einjährige Kultur. Sie wird dann alle zwei Wochen gesät. Als Bundzwiebel, auch Silberzwiebel genannt, wird sie geerntet, wenn sie einen Durchmesser von 15 bis 35 mm hat. Im Hausgarten kann sie auch als Einfassung der Beete verwendet werden, weil sie nicht wuchert und wenig Pflege benötigt. Bei der Bundzwiebelproduktion sind Erträge von 200 bis 500 dt/ha möglich – je nach Typ und Jahreszeit, in der angebaut wird.

### Mischkultur
Winterzwiebeln können im Hausgarten gut gemischt mit Radieschen ausgesät werden. Dabei sind die Radieschen etwa ein bis zwei Monate vorher erntereif, und man spart Platz. Es sollte aber ein bisschen mehr gedüngt werden.

### Vermehrung
Vermehrt wird die Winterzwiebel generativ über Samen. Dazu werden Pflanzen im Frühjahr ausgesät und angezogen wie zur Gemüseproduktion. Erst langsam wachsend, bilden sie dann im Herbst Horste und werden so überwintert. Nach der Überwinterung kommt die Pflanze im Sommer zur Blüte. 40 Tage nach Vollblüte werden die reifen Samenstände mit etwas Stiel abgeschnitten und nachgetrocknet. Damit wird verhindert, dass die Samen schon bei der Ernte ausfallen. Das Nachtrocknen dauert weitere 20 Tage. Die Pflanzenexemplare können mehrere Jahre in Folge zur Saatgutvermehrung genutzt werden. Im Hausgarten können Winterzwiebeln auch durch Teilung der Horste, wie bei Schnittlauch, vermehrt werden. Die zuletzt beschriebene, vegetative Vermehrung geschieht ab August. Bei der Teilung der Horste werden 2 bis 3 Triebe als neuer Horst gepflanzt. Aus diesen Pflanzen kann bereits im nächsten Jahr wieder voll geerntet werden. Es existieren auch Kreuzungen aus Zwiebel (Allium cepa) und Winterzwiebel (Allium fistulosum), die sehr wüchsig sind. Die Vermehrung via Meristemkultur aus Kallusgewebe ist ebenfalls möglich.

### Krankheiten und Schädlinge
An Winterhecke kommen die meisten Krankheiten vor, die auch an anderen Zwiebelgewächsen auftreten. So sind dies: Falscher Mehltau (Peronospora destructor), Purpurflecken (Alternaria porri), Mehlkrankheit (Sclerotium cepivorum), Winterzwiebel-Gelbstreifen-Virus (Welsh Onion yellow Stripe Virus). Als Schädlinge treten vor allem Zwiebelthrips (Thrips tabaci), Lauchmotte und Zwiebelminierfliege auf. Besonders gegenüber Falschem Mehltau ist die Winterzwiebel empfindlicher als andere Zwiebelarten, wenn andauernd feuchte und warme Bedingungen herrschen. Auch die Eschalottenfliege (Anthomya platura) kommt vor. Bei sehr starken, lang andauernden Frösten können die Spitzen der Blätter gelb verfärben oder absterben, besonders wenn im Winter trockener Wind herrscht. Manchmal entwickelt sich auch Rost (Puccinia porri) auf den Blättern.
Die Winterzwiebel ist resistent gegen den Pilz Urocystis cepulae. Resistenzen gegenüber Blatt-Botrytis (Botrytis squamosa), Rosa Wurzelfäule (Pyrenocheta terrestris), Zwiebelhalsfäule (Botrytis spp.) und OYDV (Onion Yellow Dwarf Virus) sind auch bekannt. Teilresistenzen bestehen gegen Colletotrichum gloeosporioides
Auch wenn die Winterzwiebel weniger empfindlich gegenüber Krankheiten ist, sollte in der Fruchtfolge eine Anbaupause von 4 bis 5 Jahren eingehalten werden.

## Verwendung

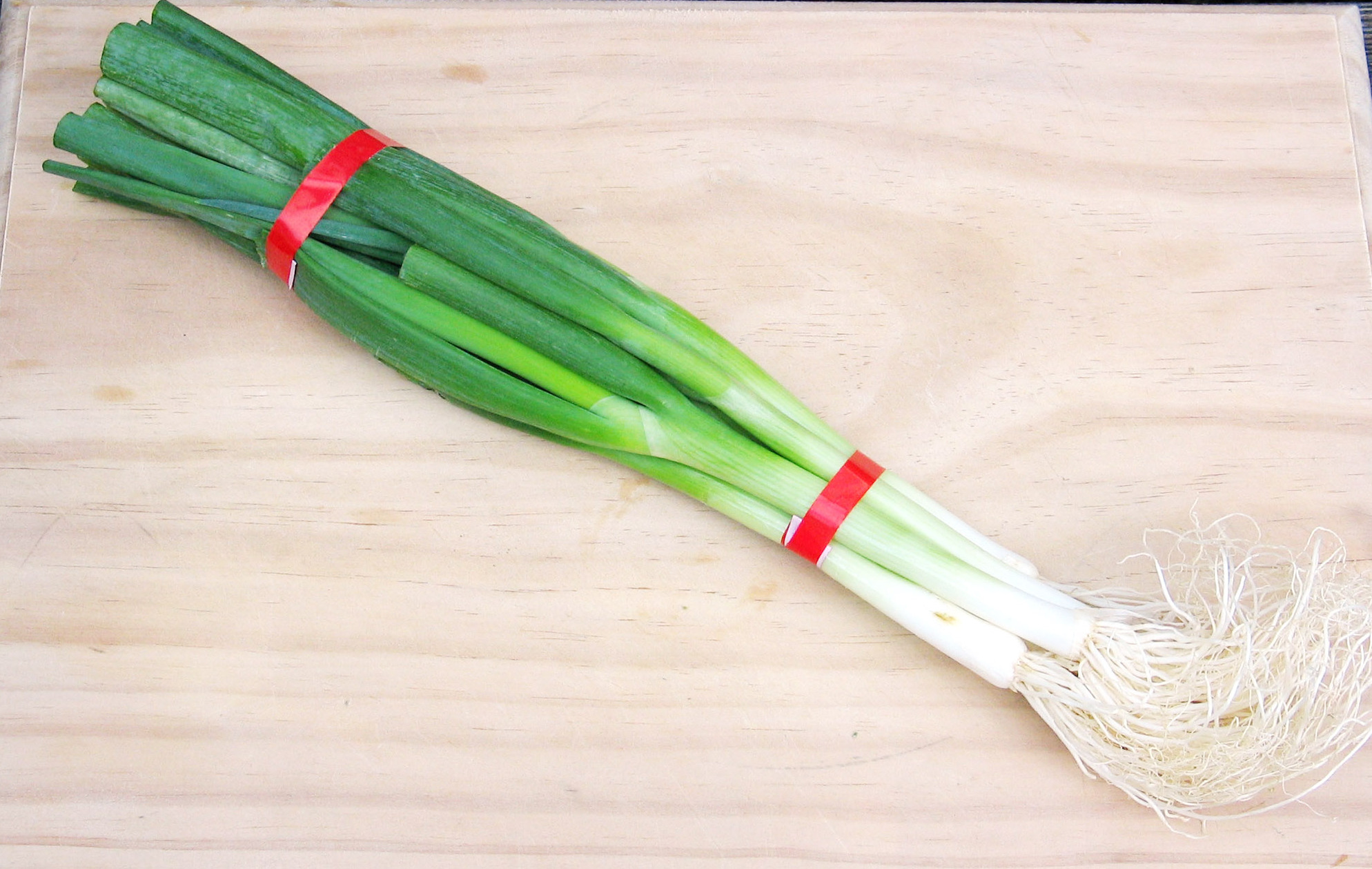
Frühlingszwiebeln als Lebensmittel

### Küche
Die Verwendung der Winterzwiebel ist der der Speisezwiebel ähnlich, jedoch ist der Geschmack (bis auf die Blätter) weniger stark.
Die Blätter hingegen schmecken deutlich stärker als Zwiebeln oder Schnittlauch.
Winterzwiebeln werden frisch geschnitten als Gewürz oder gekocht gegessen.
Die Blätter können auch als Ersatz für Schnittlauch verwendet werden, etwa in Salaten oder Suppen.
Auch die Samen lassen sich in der Küche als Gewürz einsetzen. Sie werden ungefähr im Juli aus den Samenkapseln geerntet. Man sollte sie als ganze Samen kühl und dunkel zum Beispiel in einer Gewürzmühle lagern, da das Aroma sehr flüchtig ist.

### Konserven
Silberzwiebeln werden gleichermaßen aus Winterzwiebeln und aus Speisezwiebeln hergestellt.

### Inhaltsstoffe
Bei den Inhaltsstoffen und dem Wert für die Ernährung ist die Winterzwiebel der Speisezwiebel gleichzusetzen.

### Lagerung
Gekühlt sind Winterzwiebeln, geerntet als Bundzwiebeln, im Kühlfach und foliert 1 bis 2 Wochen haltbar.